# Семестене
Семѐстене (на италиански и на сардински: Semestene) е село и община в Южна Италия, провинция Сасари, автономен регион и остров Сардиния. Разположено е на 408 m надморска височина. Населението на общината е 174 души (към 2010 г.).